# Rossella Fiamingo
Rossella Fiamingo (ur. 14 lipca 1991 w Katanii) – włoska szpadzistka, dwukrotna medalistka olimpijska i wielokrotna medalistka mistrzostw świata.
Walczy lewą ręką. W 2008 roku zdobyła złoty medal w indywidualnej rywalizacji kadetek na mistrzostwach świata juniorów w Acireale. Następnie zdobyła brązowy medal drużynowo na mistrzostwach świata juniorów w Jordanii w 2011 roku.
Podczas igrzysk olimpijskich w Londynie w 2012 roku była piąta indywidualnie i siódma drużynowo. Na rozgrywanych cztery lata później igrzyskach w Rio de Janeiro zdobyła indywidualnie srebrny medal, w finale przegrała z Węgierką Emese Szász 13-15. Brała też udział w igrzyskach olimpijskich w Tokio, gdzie reprezentacja Włoch w składzie: Rossella Fiamingo, Federica Isola, Mara Navarria i Alberta Santuccio zdobyła brązowy medal w zawodach drużynowych. Indywidualnie zajęła tym razem ósmą pozycję.
Na mistrzostwach świata w Katanii w 2011 roku wraz z koleżankami z reprezentacji zdobyła brązowy medal w zawodach drużynowych. W tej samej konkurencji zdobyła następnie brązowe medale na mistrzostwach świata w Kazaniu (2014) i mistrzostwach świata w Budapeszcie (2019) oraz srebrne podczas mistrzostw świata w Kairze (2022) i mistrzostw świata w Mediolanie w 2023 roku. Ponadto wywalczyła złote medale indywidualnie na mistrzostwach świata w Kazaniu (2014) i mistrzostwach świata w Moskwie (2015) oraz brązowy podczas mistrzostw świata w Kairze (2022), gdzie lepsze były jedynie Song Se-ra z Korei Południowej i Niemka Alexandra Ndolo.
Wielokrotnie stawała na podium mistrzostw Europy, w tym na mistrzostwach Europy w Montreux (2015) i mistrzostwach Europy w Antalyi (2022) zdobywała srebro indywidualnie. Na ME 2022 była też druga w rywalizacji drużynowej, a na mistrzostwach Europy w Strasburgu (2014), mistrzostwach Europy w Montreux (2015) i mistrzostwach Europy w Düsseldorfie (2019) była drużynowo druga.
Wywalczyła również brązowy medal w turnieju drużynowym na igrzyskach europejskich w Krakowie w 2023 roku.